# Football Club Limonest Dardilly Saint-Didier
Le Football Club Limonest-Dardilly-Saint-Didier est un club de football français situé à Limonest dans la métropole de Lyon.
Le club est issue de fusions entre clubs de Limonest, Dardilly et Saint-Didier-au-Mont-d'Or. Il évolue en National 3 de 2016 à 2025. À l'issue de la saison 2024-2025 le club obtient sa montée en N2.

## Historique
En 2020, le club atteint les 8èmes de finale de la Coupe de France, seulement éliminé dans les dernières secondes la prolongation par Dijon FCO .
En 2021, le Football Club de Limonest Saint-Didier-au-Mont-d'Or et l'AS Dardilly fusionnent pour former le Football Club Limonest Dardilly Saint-Didier.
Lors de la saison 2024-2025 de National 3, le club nourrit de grandes ambitions et réalise un très bon début de championnat, étant leader à la mi-saison.

## Blason

Logo jusqu'en juillet 2020.
Logo entre juillet 2020 et 2021.
Logo depuis 2021.